# 진안역사박물관
진안역사박물관은 전북특별자치도 진안군에 있는 박물관이다.

## 연혁
- 2001.02 향토민속박물관 건립계획
- 2003.05 향토민속박물관→'향토사료관'으로 변경 시행
- 2005.07.18 건축물 준공
- 2005.09.13 향토사료관->'진안역사박물관'으로 명칭 변경
- 2006.02.10 진안군 역사박물관 설치 및 운영관리에 관한 조례 공포
- 2006.06.21 진안역사박물관 개관
- 2012.07.05 박물관 등록(전라북도 제17호)

## 관람 안내
- 이용 시간: 매일 09:00 ~ 18:00
- 휴관일: 매주 월요일, 1월 1일, 설날, 추석